# (55637) 2002 UX25
(55637) 2002 UX25 is een transneptunisch object dat in een baan om de Zon draait in de Kuipergordel voorbij Neptunus. Deze TNO trok aandacht toen bleek dat hij een onverwacht lage dichtheid had van ongeveer 0,82 g/cm³ heeft.
(55637) 2002 UX25 heeft een absolute magnitude van ongeveer 4,0, en de observaties van de Spitzer Space Telescope schatten dat hij een diameter heeft van ongeveer 681 km. De lage dichtheid van deze en vele andere middelgrote TNO's impliceert dat ze waarschijnlijk nooit tot volledig vaste lichamen zijn gebotsd, laat staan gedifferentieerd of in hydrostatisch evenwicht zijn ingestort, en dus hoogst onwaarschijnlijk dwergplaneten zijn.
Hij werd ontdekt op 30 oktober 2002, door het Spacewatchprogramma.

## Nummering en naamgeving
Deze kleine planeet werd op 16 februari 2003 genummerd door het Minor Planet Center. Vanaf 2020 heeft hij nog geen naam.

## Classificatie

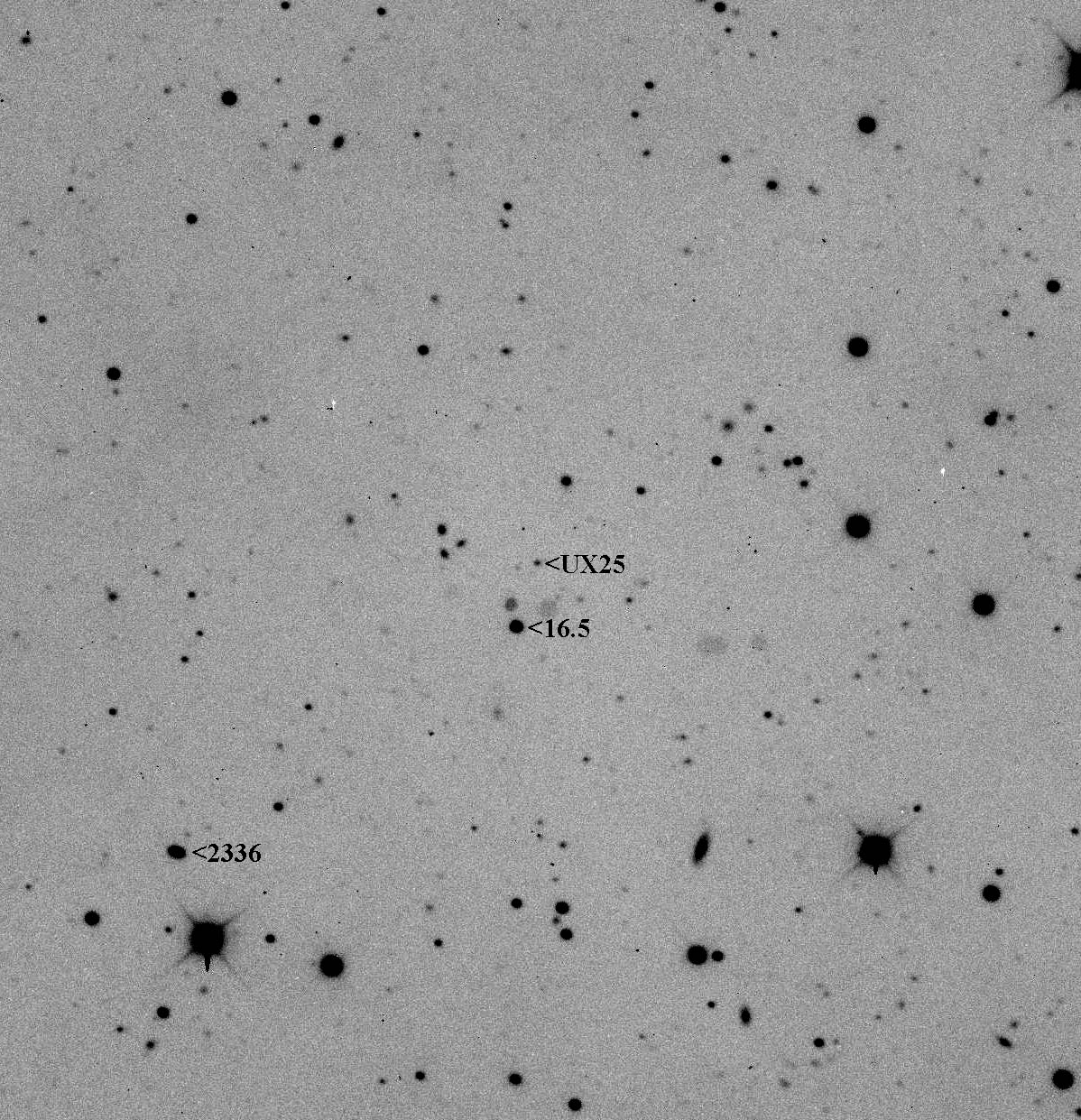
De planetoïde is UX25

2002 UX25 heeft een perihelium van 36,7 AE, dat hij in 2064 zal bereiken. In 2020 staat 2002 UX25 op 40 AE van de zon.
Het Minor Planet Center classificeert 2002 UX25 als een kubewano, terwijl de Deep Ecliptic Survey (DES) hem classificeert als verstrooid-extensief. De DES gebruikt een 10 My integratie (laatste waarneming: 2009-10-22) laat hem zien met een minimale perihelium (qmin) afstand van 36,3 AE.
Hij is 212 keer waargenomen, met opnamen die teruggaan tot 1991.

### Status van dwergplaneet
2002 UX25 heeft een geschatte diameter van ongeveer 660 km, en de meeste ijzige objecten groter dan 400 km in diameter werden verondersteld bolvormig te zijn. Michael Browns website noemt het zeer waarschijnlijk een dwergplaneet. Echter, licht-curve analyse heeft betwijfeld of het werkelijk een dwergplaneet is. Grundy et al. suggereren dat de lage dichtheden die gebruikelijk zijn in middelgrote TNO's zoals deze impliceert dat ze een aanzienlijke interne porositeit hebben behouden vanaf hun vorming, in welk geval ze geen dwergplaneten zouden zijn.

## Fysische kenmerken
Er werd een variabiliteit van de visuele helderheid gedetecteerd die kon worden ingepast in een periode van 14,38 of 16,78 h (afhankelijk van een curve met enkele of dubbele pieken). De amplitude van de lichtcurve is ΔM = 0,21±0,06.
De analyse van gecombineerde thermische radiometrie van 2002 UX25 uit metingen van de Spitzer ruimtetelescoop en de Herschel ruimtetelescoop geeft een effectieve diameter van 692 ± 23 km en een albedo van 0,107+0,005−0,008. Uitgaande van gelijke albedo's voor de primaire en secundaire leidt dit tot de omvangschattingen van ~664 km en ~190 km, respectievelijk. Als het albedo van de secundaire de helft is van dat van de primaire worden de schattingen ~640 en ~260 km, respectievelijk. Met behulp van een verbeterd thermofysisch model werden iets andere afmetingen verkregen voor UX25 en zijn satelliet: 659 km en 230 km, respectievelijk.
2002 UX25 heeft een rood karakterloos spectrum in het zichtbare en nabij-infrarood, maar heeft een negatieve helling in de K-band, wat kan wijzen op de aanwezigheid van de methanolverbindingen op het oppervlak. Hij is roder dan Varuna, in tegenstelling tot zijn neutraal gekleurde "tweeling" 2002 TX300, ondanks een vergelijkbare helderheid en baanelementen.

### Samenstelling
Met een dichtheid van 0,82 g/cm³, aangenomen dat de primaire en de satelliet dezelfde dichtheid hebben, is 2002 UX25 een van de grootste bekende vaste objecten in het zonnestelsel dat minder dicht is dan water. Waarom dit zo is wordt niet goed begrepen, omdat objecten van deze grootte in de Kuipergordel vaak een behoorlijke hoeveelheid gesteente bevatten en dus behoorlijk dicht zijn. Om een vergelijkbare samenstelling te hebben als andere grote KBO's, zou het uitzonderlijk poreus moeten zijn, wat onwaarschijnlijk werd geacht gezien de compactheid van waterijs; deze lage dichtheid verbaasde astronomen dan ook. Studies door Grundy et al. suggereren dat bij de lage temperaturen die heersen voorbij Neptunus, ijs bros is en aanzienlijke poreusheid kan ondersteunen in objecten die aanzienlijk groter zijn dan 2002 UX25, vooral als er rots aanwezig is; de lage dichtheid zou dus een gevolg kunnen zijn van het feit dat dit object tijdens zijn vorming niet warm genoeg is geworden om het ijs aanzienlijk te vervormen en deze poreuze ruimten te vullen.

## Maan

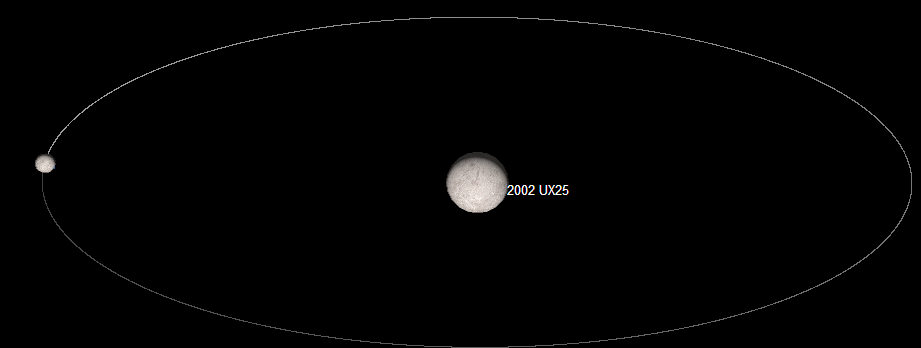
De baan van de maan.

De ontdekking van een kleine planeetmaan werd gemeld in IAU 8812 op 22 februari 2007. De satelliet werd in augustus 2005 ontdekt met de ruimtetelescoop Hubble. De maan werd gevonden op 0,16 arcsec van de primaire met een schijnbaar magnitudeverschil van 2,5. Hij draait in een baan om de UX25 in 8,309±0,0002 dagen, op een afstand van 4770±40 km, wat een systeemmassa oplevert van (1,25±0,03)×1020 kg. De excentriciteit van de baan is 0,17±0,03.
Deze maan wordt geschat op een diameter van 210±30 km. Uitgaande van hetzelfde albedo als de primaire, zou deze een diameter hebben van 190 km, uitgaande van een albedo van 0,05 (typisch voor andere koude, klassieke KBO's van vergelijkbare grootte) een diameter van 260 km.